# Zoe Jones
Pour les articles homonymes, voir Jones.
Zoe Jones (née le 14 janvier 1980 à Swindon en Angleterre), est une patineuse artistique britannique. Elle a été double championne de Grande-Bretagne en individuelle (2001 et 2002), et quadruple championne de Grande-Bretagne en couple (2017 à 2020).

## Biographie

### Carrière sportive
Zoe Jones est montée six fois sur le podium des championnats de Grande-Bretagne dont deux fois sur la plus haute marche en 2001 et 2002. Elle précède au palmarès national la patineuse Jenna McCorkell.
Au cours de sa carrière sportive internationale, elle a participé à deux championnats du monde junior (en novembre 1995 à Brisbane et novembre 1996 à Séoul), un championnat d'Europe (en janvier 2001 à Bratislava) et deux championnats du monde senior (en mars 1997 à Lausanne et mars 2001 à Vancouver).
Elle quitte le patinage amateur en 2002 et devient entraîneur au Canada pendant près de dix ans.
Elle revient aux compétitions individuelles en 2014 et participe notamment aux championnats nationaux de 2016 où elle termine deuxième. À partir d'avril 2016, elle patine dans la catégorie des couples avec le français Christopher Boyadji avec qui elle est quadruple championne de son pays de 2017 à 2020.

## Palmarès

### En individuel
| Compétition/Saison              | 1996    | 1997    | 1998    | 1999    | 2000    | 2001    | 2002    | ... | 2016    |  |  |  |  |  |
| Jeux olympiques d'hiver         |         |         |         |         |         |         |         |     |         |  |  |  |  |  |
| Championnats du monde           |         | 35e     |         |         |         | 31e     |         |     |         |  |  |  |  |  |
| Championnats d'Europe           |         |         |         |         |         | 17e     |         |     |         |  |  |  |  |  |
| Championnats de Grande-Bretagne | 2e      | 2e      | F       | 3e      | 2e      | 1re     | 1re     |     | 2e      |  |  |  |  |  |
| Championnats du monde juniors   | 22e     | 18e     |         |         |         |         |         |     |         |  |  |  |  |  |
|                                 |         |         |         |         |         |         |         |     |         |  |  |  |  |  |
| Grand Prix ISU                  | 1995/96 | 1996/97 | 1997/98 | 1998/99 | 1999/00 | 2000/01 | 2001/02 | ... | 2015/16 |  |  |  |  |  |
| Skate Canada                    |         |         |         | 11e     |         |         |         |     |         |  |  |  |  |  |
| Légende : F = Forfait           |         |         |         |         |         |         |         |     |         |  |  |  |  |  |

### En couple artistique
Avec son partenaire Christopher Boyadji
| Compétition/Saison                                                                    | 2017    | 2018    | 2019    | 2020    | 2021    | 2022    |  |  |  |  |  |  |  |  |
| Jeux olympiques d'hiver                                                               |         |         |         |         |         |         |  |  |  |  |  |  |  |  |
| Championnats du monde                                                                 | 26e     | 27e     | 17e     | CA      | 24e     | 10e     |  |  |  |  |  |  |  |  |
| Championnats d'Europe                                                                 | 14e     | 10e     |         | 12e     | CA      | F       |  |  |  |  |  |  |  |  |
| Championnats de Grande-Bretagne                                                       | 1re     | 1re     | 1re     | 1re     | CA      | 2e      |  |  |  |  |  |  |  |  |
|                                                                                       |         |         |         |         |         |         |  |  |  |  |  |  |  |  |
| Grand Prix ISU                                                                        | 2016/17 | 2017/18 | 2018/19 | 2019/20 | 2020/21 | 2021/22 |  |  |  |  |  |  |  |  |
| Finale du Grand Prix                                                                  |         |         |         |         | CA      | CA      |  |  |  |  |  |  |  |  |
| Skate America                                                                         |         |         |         | 8e      |         |         |  |  |  |  |  |  |  |  |
| Skate Canada                                                                          |         |         |         |         | CA      | 8e      |  |  |  |  |  |  |  |  |
| Trophée de France                                                                     |         | 8e      |         |         | CA      |         |  |  |  |  |  |  |  |  |
| Légende : F = Forfait ; CA = Compétitions annulées à cause de la pandémie de Covid-19 |         |         |         |         |         |         |  |  |  |  |  |  |  |  |